# 李裕民
李裕民（1930年5月—），男，吉林敦化人，中华人民共和国政治人物，曾任中国人民保险公司董事长兼总经理，第八届全国政协委员。